# Geuda Springs, Kansas
Geuda Springs, Kansas (енгл. Geuda Springs) град је у америчкој савезној држави Канзас.

## Демографија
По попису из 2010. године број становника је 185, што је 27 (-12,7%) становника мање него 2000. године.
| Група             | 2000.       | 2010.       |
| Белци             | 206 (97,2%) | 181 (97,8%) |
| Афроамериканци    | 0 (0,0%)    | 0 (0,0%)    |
| Азијати           | 0 (0,0%)    | 0 (0,0%)    |
| Хиспаноамериканци | 4 (1,9%)    | 1 (0,5%)    |
| Укупно            | 212         | 185         |